# Przestrzeń berneńska
Przestrzeń berneńska (również prostokąt berneński) – wolna przestrzeń przed czołem pojazdu szynowego, w której nie mogą znajdować się żadne części taboru, stanowiąca bezpieczne miejsce dla pracownika spinającego wagony (na rysunku oznaczona kolorem żółtym).
Przestrzeń ta powinna być wolna od części stałych. W związku z tym wymaganiem części składowe mechanizmu sprzęgającego powinny znajdować się w położeniu bocznym względem jego linii środkowej.
W przestrzeni tej mogą znajdować się kable połączeniowe i węże elastyczne, jak również elastyczne odkształcalne elementy przejść międzywagonowych. Pod zderzakami nie powinny znajdować się żadne urządzenia, które utrudniałyby dostęp do omawianej przestrzeni.
Jeżeli zainstalowany został kombinowany sprzęg samoczynny i sprzęg śrubowy, dopuszczalne jest, aby głowica sprzęgu samoczynnego wchodziła z lewej strony w przestrzeń berneńską gdy jest on schowany i gdy używany jest sprzęg śrubowy.
Pod każdym zderzakiem powinna znajdować się poręcz wytrzymująca siłę 1,5 kN.